# Worms Blast
Worms Blast — видеоигра в жанрах головоломки и экшена, разработанная Team17 и Fluid Studios и изданная компаниями Ubisoft и Feral Interactive для консолей и персональных компьютеров в 2002 году. Является спин-оффом серии Worms. Русской локализацией занималась компания «Акелла», которая выпустила игру под названием «Червяки-Подрывники». 19 октября 2011 года игра вышла в сервисе цифровой дистрибуции Steam.
Действия в Worms Blast разворачиваются на воде: игроку доступно несколько персонажей, каждый из которых имеет своё плавательное средство, скорость и выносливость. Геймплей сосредотачивается на очищении экрана от разноцветных блоков, для чего предусмотрено большое количество оружия и приспособлений. Помимо множества головоломок, в Worms Blast присутствуют несколько дополнительных режимов, в том числе многопользовательский вариант игры.
При разработке Worms Blast команда создателей использовали новые для серии технологии, такие как трёхмерную графику и игровой процесс в реальном времени для того, чтобы привлечь большую аудиторию. После выхода Worms Blast получила смешанные отзывы от журналистов, которые хвалили красивый визуальный стиль и многопользовательскую игру, но к недостаткам относили неудобное управление и несбалансированную сложность.

## Игровой процесс

Игра в режиме «VS», бой насмерть. Область экрана игрока находится слева, а область противника — справа

Это первая игра серии Worms, в которой противники действуют одновременно. Геймплей подобен играм Puzzle Bobble и Bust-A-Move, но с несколькими основными отличиями. В верхней части экрана нарисована шестиугольная сетка цветных блоков, в то время как протагонист сидит на лодке, плавающей в воде под блоками. В отличие от Puzzle Bobble, игрок в состоянии перемещаться на лодке влево и вправо. На выбор доступны различные персонажи, каждый из которых имеет свою скорость передвижения и устойчивость к урону. Противников всего два и их разделяет деревянная перегородка, в которой периодически открывается отверстие на разной высоте. В этой игре есть много видов оружия, однако единственное оружие, с которого может начать игрок, это базука. Стрельба из оружия производится так же, как и во всех играх Worms: игрок выбирает нужное направление базуки, затем, удерживая кнопку огня, выбирается сила запуска и когда кнопка огня будет отпущена, произойдёт запуск снаряда. Таким способом возможно выстрелить из базуки (и из некоторых других видов оружия, таких как граната и динамит). Стрельба в блоки приводит к одному из двух исходов. Если снаряд поражает блок соответствующего цвета, то этот блок (и все одноцветные блоки возле него) будут разрушены, а блоки других цветов падают в воду, и если игрок окажется под ними, то ему будет нанесён урон. Если же снаряд попадает в несоответствующий ему по цвету блок, то все блоки в определённом радиусе поменяют свой цвет на цвет снаряда. Промах также будет иметь два исхода. Если снаряд падает в воду, то её уровень повышается. Если снаряд улетает за пределы экрана, то на персонажа падает разнообразный тяжёлый груз, нанося урон.
В игре присутствует несколько режимов: «Головоломка», «Турнир» и «VS». В первом режиме игрок должен пройти обучение и выполнять различные задания с блоками (например, уничтожать движущиеся блоки или закрасить все блоки в определённый цвет). В режиме «Турнир» можно выбрать одну из десяти различных мини-игр, а игроку требуется достичь в них лучшего результата, после чего заработанные очки записываются в турнирную таблицу. В режиме «VS» возможна как одиночная игра против компьютера, так и многопользовательская для двух игроков. В нём присутствует множество типов игры, каждый со своими условиями, с начала же игры доступны три основных типа: бой насмерть, сбор звёзд и испытание приливом. В первом случае арена разделяется на две части перегородкой, которая иногда открывается. У каждого игрока есть свои блоки, ящики и так далее. Если выстрелить в блоки противника через открытую перегородку, они превращаются в мёртвые блоки, которые перед уничтожением должны быть раскрашены. Побеждает тот, кто выжил. В сборе звёзд аналогичные правила, однако от игроков требуется собрать пять звёзд; тот, кто первым их собрал, выигрывает. В испытании приливом, в отличие от предыдущих типов игры, перегородка всегда закрыта. У обоих игроков постоянно поднимается уровень воды, который можно уменьшить, собирая звёзды. Игрок, который продержится дольше, выигрывает.

## Разработка и выход игры
Игра Worms Blast, как и предыдущие части серии, была создана студией Team17, и разрабатывалась как спин-офф в жанре головоломка, в отличие от основной линейки про червяков. Продюсером проекта является Пол Килбурн. Геймдизайнерами выступили Джон Эггетт, Пол Дунстан, Грант Тауэлл и Кевин Картью. Программисты игры — Чарльз Блессинг, Мартин Своин, Пол Скагилл, Андреас Тэдик, Энди Клизеро, Стефан Боберг, Фил Карлайл и Джон «МанкиКиккс» Деннис. Композитором Worms Blast, как и в случае с предыдущими частями серии, выступил Бьёрн Люнне; и хотя саундтрек из игры не был официально выпущен, мелодия из обучающей миссии позже вошла в альбом Bjørn Lynne Christmas gift CD 2002.
Официальный анонс игры состоялся 23 июля 2001 года, когда компания Ubisoft, являющаяся издателем, объявила о её разработке. По словам Дебби Бествика, коммерческого директора Team17, они решили сотрудничать с Ubisoft, как с влиятельной компанией, которая может вывести серию Worms на новый уровень, порадовав как старых фанатов серии, так и новых игроков. 5 сентября того же года на выставке European Computer Trade Show были показаны первые скриншоты из предстоящей игры. На поздних скриншотах были показаны персонажи и особенности Worms Blast. Игра также демонстрировалась на выставке E3 2002. Worms Blast заимствует многие особенности предыдущих игр Worms, в частности большое количество разнообразного оружия и традиционный для серии юмор. Тем не менее, в новой игре присутствуют некоторые изменения и нововведения. Worms Blast стала первой частью серии, в которой используется трёхмерная графика — несмотря на рисованные двухмерные локации, модели персонажей выполнены в 3D; само же визуальное оформление игры сделано в манга-стилистике. Кроме того, Worms Blast является первой и одной из немногих игр серии, в которой действия происходят в реальном времени, в отличие от пошагового геймплея в большинстве других частей.
Выход Worms Blast состоялся в 2002 году. Версия для персональных компьютеров под управлением Windows вышла 1 марта 2002 года на русском языке и издана компанией «Акелла» под названием «Червяки-Подрывники», 22 марта в других странах Европы и 23 октября того же года в Северной Америке, а 19 октября 2011 года Worms Blast вышла в сервисе цифровой дистрибуции Steam. Версия для PlayStation 2 вышла 28 марта в Европе и 1 января следующего года в Северной Америке. Версия для GameCube вышла 13 сентября 2002 года в Европе и 23 октября того же года в Северной Америке. Упрощённая версия игры для портативной системы Game Boy Advance вышла 6 декабря 2002 года в Европе и 2 января следующего года в Северной Америке; её разработкой занималась Fluid Studios. Версия для компьютеров Macintosh была выпущена компанией Feral Interactive 22 марта 2002 года в Европе и 1 марта следующего года в Северной Америке.

## Оценки и мнения
| Сводный рейтинг       | Сводный рейтинг | Сводный рейтинг | Сводный рейтинг | Сводный рейтинг | Сводный рейтинг |
| Издание               | Оценка          | Оценка          | Оценка          | Оценка          | Оценка          |
| Издание               | GBA             | GC              | Mac             | PC              | PS2             |
| --------------------- | --------------- | --------------- | --------------- | --------------- | --------------- |
| GameRankings          | N/A             | 61,39 %         | N/A             | 66,85 %         | 62,00 %         |
| Game Ratio            | N/A             | 69 %            | N/A             | 70 %            | 56 %            |
| Metacritic            | N/A             | 65/100          | N/A             | 73/100          | N/A             |
| MobyRank              | N/A             | 67/100          | 70/100          | 66/100          | 73/100          |
| Иноязычные издания    |                 |                 |                 |                 |                 |
| Издание               | Оценка          | Оценка          | Оценка          | Оценка          | Оценка          |
| Издание               | GBA             | GC              | Mac             | PC              | PS2             |
| AllGame               | N/A             | [ 6 ]           | [ 3 ]           | [ 25 ]          | N/A             |
| CVG                   | N/A             | N/A             | N/A             | N/A             | 3/10            |
| GameRevolution        | N/A             | C+              | N/A             | N/A             | N/A             |
| GameSpot              | N/A             | 7,6/10          | N/A             | 7,8/10          | N/A             |
| GameSpy               | N/A             | [ 30 ]          | N/A             | [ 31 ]          | N/A             |
| GameZone              | N/A             | N/A             | N/A             | 8,5/10          | N/A             |
| IGN                   | N/A             | 5,8/10          | 7,5/10          | 6/10            | N/A             |
| Nintendo Power        | N/A             | 2,7/5           | N/A             | N/A             | N/A             |
| Nintendo World Report | N/A             | 8/10            | N/A             | N/A             | N/A             |
| PC Gamer (UK)         | N/A             | N/A             | N/A             | 30/100          | N/A             |
| Play (UK)             | N/A             | N/A             | N/A             | N/A             | 68/100          |
| Modojo                | 3/5             | N/A             | N/A             | N/A             | N/A             |
| Русскоязычные издания |                 |                 |                 |                 |                 |
| Издание               | Оценка          | Оценка          | Оценка          | Оценка          | Оценка          |
| Издание               | GBA             | GC              | Mac             | PC              | PS2             |
| Absolute Games        | N/A             | N/A             | N/A             | 70 %            | N/A             |
| «Игромания»           | N/A             | N/A             | N/A             | 4/10            | N/A             |
| «Страна игр»          | N/A             | 5/10            | N/A             | 5/10            | 5/10            |

Мнения критиков об игре разделились. На сайте GameRankings средняя оценка составляет 66,85 % в версии для ПК, 62 % для PlayStation 2 и 61,39 % для GameCube. На Metacritic опубликована схожая статистика: 73/100 для ПК и 65/100 для GameCube. Главными достоинствами Worms Blast обозревателями назывались интересный геймплей и многопользовательский режим, но к недостаткам были отнесены режимы одиночной игры и несбалансированный уровень сложности.
Неоднозначные отзывы получил игровой процесс. Тэл Блевинс, рецензент сайта IGN, похвалил интересные многопользовательские состязания, которые всегда были лучшим аспектом всей серии, но весьма критически отозвался о режиме головоломки, заметив: «Некоторые из головоломок выглядят хорошо, но другие непродуманны». В ретроспективе на серию Worms, Джеймс Лафлейм отметил, что причиной невысокой оценки Worms Blast является режим одного игрока, и этот недостаток не перекрывается многопользовательской игрой. Схожее мнение оставил представитель ресурса Game Revolution, Джонни Лью. По его мнению, главными проблемами Worms Blast являются ужасное, вялое управление, а также малый стимул для однопользовательской игры. Гэвин Франкл, критик из AllGame, согласился с этими доводами, заметив, что несмотря на свою новизну для серии, Worms Blast быстро устаревает. Положительный отзыв о нововведениях оставил Райан Дэвис (GameSpot); он назвал Worms Blast «твёрдой игрой-головоломкой». Джефф Сирли, представитель Nintendo World Report, отнёс к плюсам хороший геймплей и сказал, что игра «безумно весёлая». Рецензент Absolute Games, Савва Закунин, посчитал, что «игра во всех смыслах достойная, но её губит вторичность». В «Стране игр» отметили большое разнообразие в игровом процессе, но в целом встретили игру прохладно. Негативно отнеслись к Worms Blast представители журнала «Игромания», посчитав игру «не очень интересной».
Визуальный стиль получил смешанные, но преимущественно положительные оценки рецензентов. Блевинс охарактеризовал графику игры «милой и красочной, но простой»; обозреватель, однако, отметил проблемы с мерцающими контурами персонажей. Франклу в графике понравились детализация и цвета, несмотря на некоторые недостатки в 2D-оформлении. Сирли отнёсся к графике сдержанно, назвав её «слабой». Дэвис позитивно отозвался о графике игры, отметив отличные модели персонажей, которые хорошо вписываются в раскрашенные вручную фоны. Зак Местон (GameSpy) посчитал яркую графику одним из достоинств игры. Похожее мнение оставил Закунин, которому понравились «стильные» трёхмерные модели персонажей, выполненные в «мультяшном» стиле: «Получилось необычно, но, как ни странно, предельно цельно и очень красиво». Журналисты «Страны игр» были под впечатлением от визуального стиля, в котором используется рендеринг в реальном времени, но при этом удачно сохранён дизайн серии: «Все те же милые морды, прикольные хлопки и выстрелы, кажущиеся нарисованными персонажи!» Хорошо о графике отозвались и в журнале «Игромания». Тем не менее, несмотря на хорошие отзывы, некоторые обозреватели отмечали пониженное качество графики в версиях для консолей, по сравнению с версией для персональных компьютеров.
Звуковое оформление получило в основном одобрительные мнения от критиков. Блевинс отметил, что музыка после некоторого времени игры становится повторяющейся; звуковые эффекты были названы характерными для Worms, но к недостаткам Блевинс отнёс озвучивание. Лью назвал музыку игры «живой», но типичной. Франкл сказал, что «голоса персонажей не так неприятны, как вы могли ожидать». Дэвис положительно оценил «весёлый» звуковой дизайн, голоса персонажей и цепляющий саундтрек, несмотря на в целом устаревшую техническую составляющую. Местон назвал звуковое оформление «дружелюбным». Неоднозначное мнение сложилось у Сирли, отметив, что музыка захватывающая, но в то же время её мало. В журнале «Страна игр» звук, как и графику, положительно оценили, сказав, что он «какой надо»: «Ляпов не замечено — значит, все хорошо, аудио-приколы есть — значит, все великолепно!»